# Umbalköpfl
Umbalköpfl (3426 m n. m.) je hora ve Vysokých Taurách v Rakousku. Nachází se ve skupině Venedigeru na hranicích mezi Tyrolskem a Salcburskem. Leží v hřebeni Tauernhauptkamm mezi vrcholy Dreiherrnspitze (3499 m) na západě a Westliche Simonyspitze (3473 m) na východě. Směrem k Westliche Simonyspitze se nachází ještě předvrchol Simonyschneide (3440 m). Vrchol Dreiherrnspitze je oddělen sedlem Dreiherrnspitzesattel (3390 m), vrchol Simonyschneide sedlem Umbalscharte (3371 m). Na severních svazích hory se rozkládá ledovec Krimmlerkees, na jižních svazích ledovec Umbalkees.
Jako první vystoupili na vrchol 8. srpna 1892 O. Schuster a V. Volgger.
Nejjednodušší výstupová cesta na vrchol vede z jihu od chaty Clarahütte (2036 m) přes ledovec Umbalkees. Jedná se o ledovcovou túru ohodnocenou stupněm obtížnosti I.

## Galerie

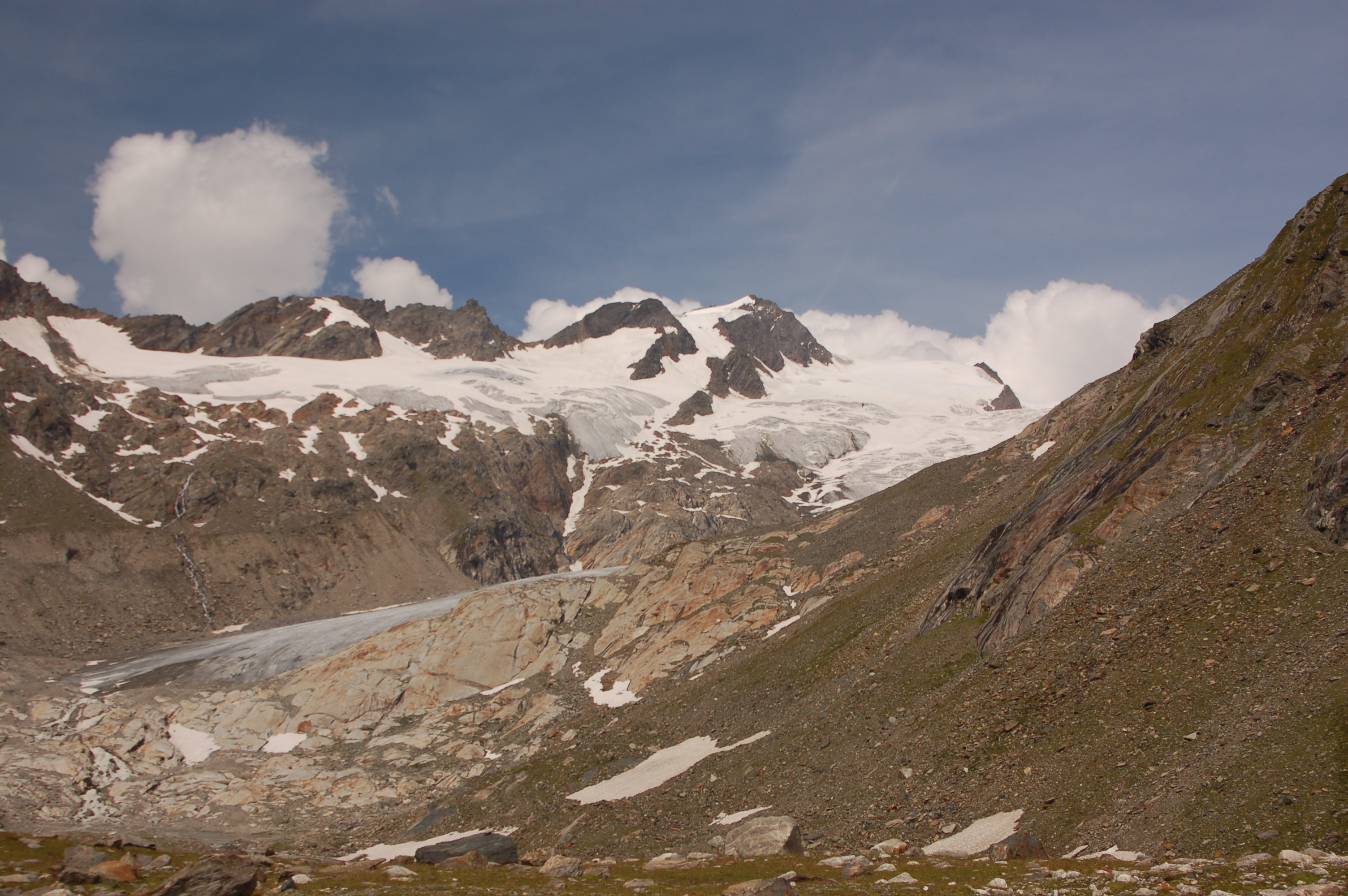
pohled z Hinteres Umbaltal na Althausschneide, Dreiherrnspitze a Umbalköpfl.
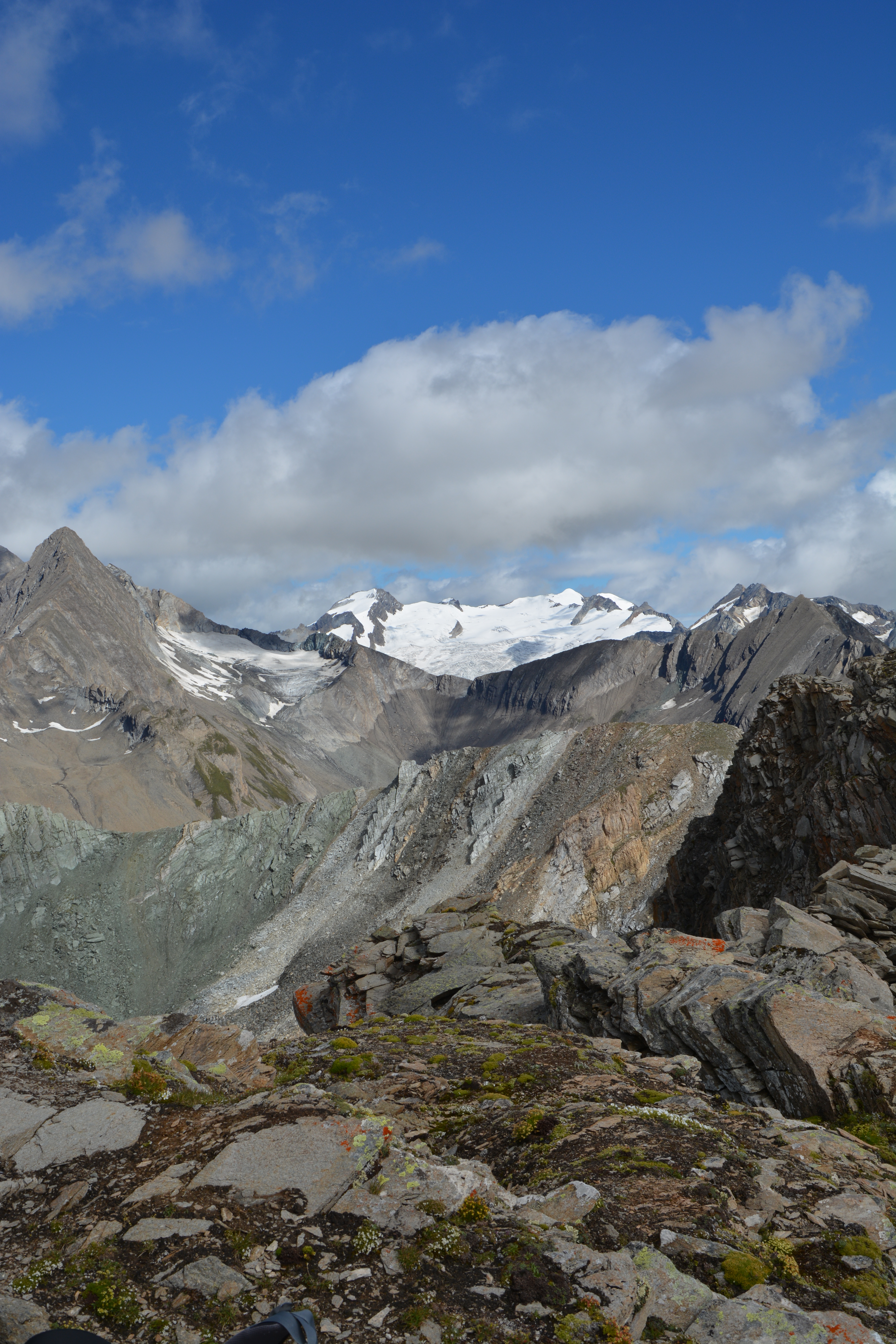
Rötspitze, Althausschneideturm, Dreiherrnspitze, Umbalköpfl, Westliche Simonyspitze a Gubachspitzen z Rotenmannspitze
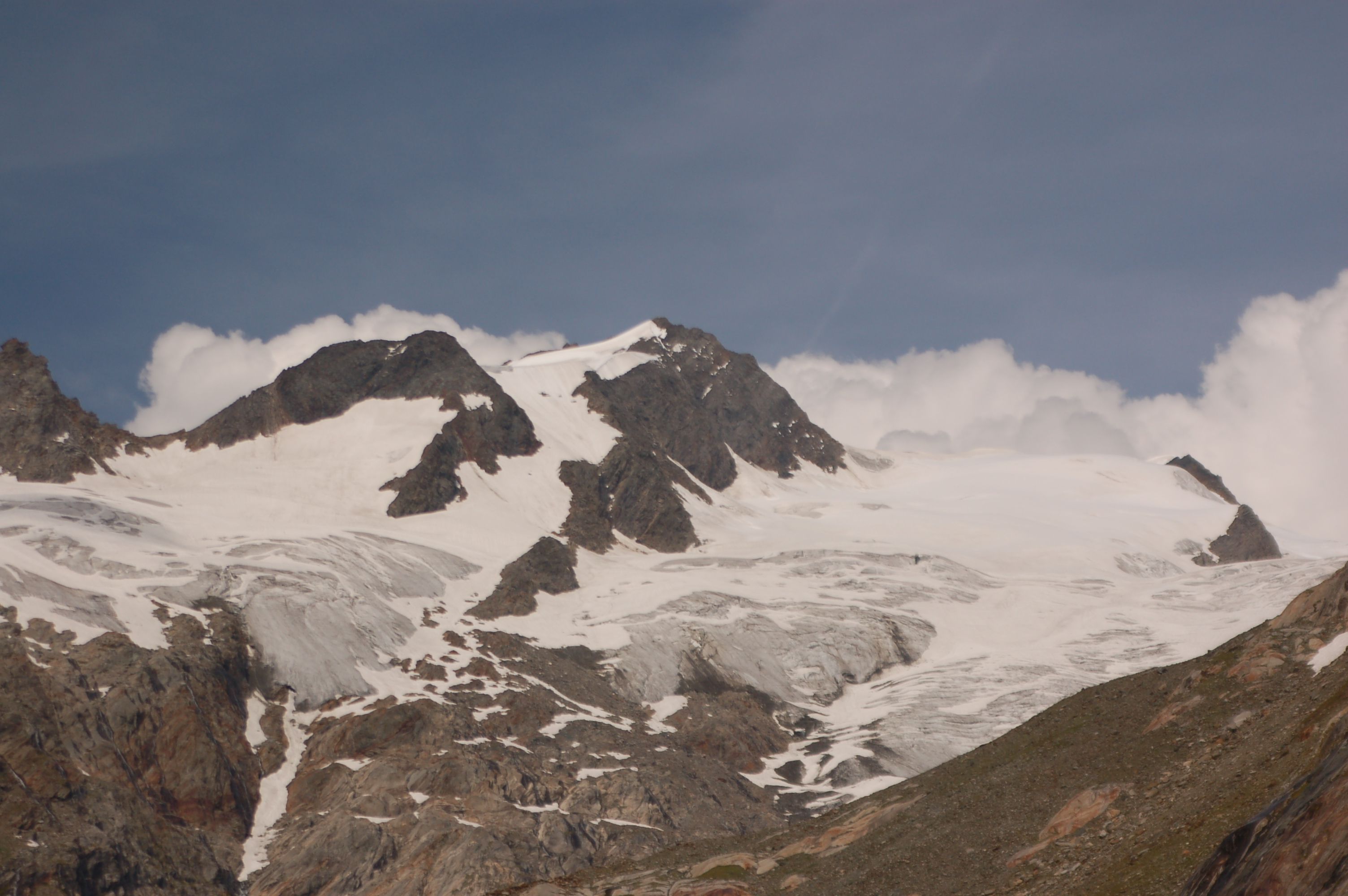
pohled z Hinteres Umbaltal na Althausschneide, Dreiherrnspitze a Umbalköpfl.
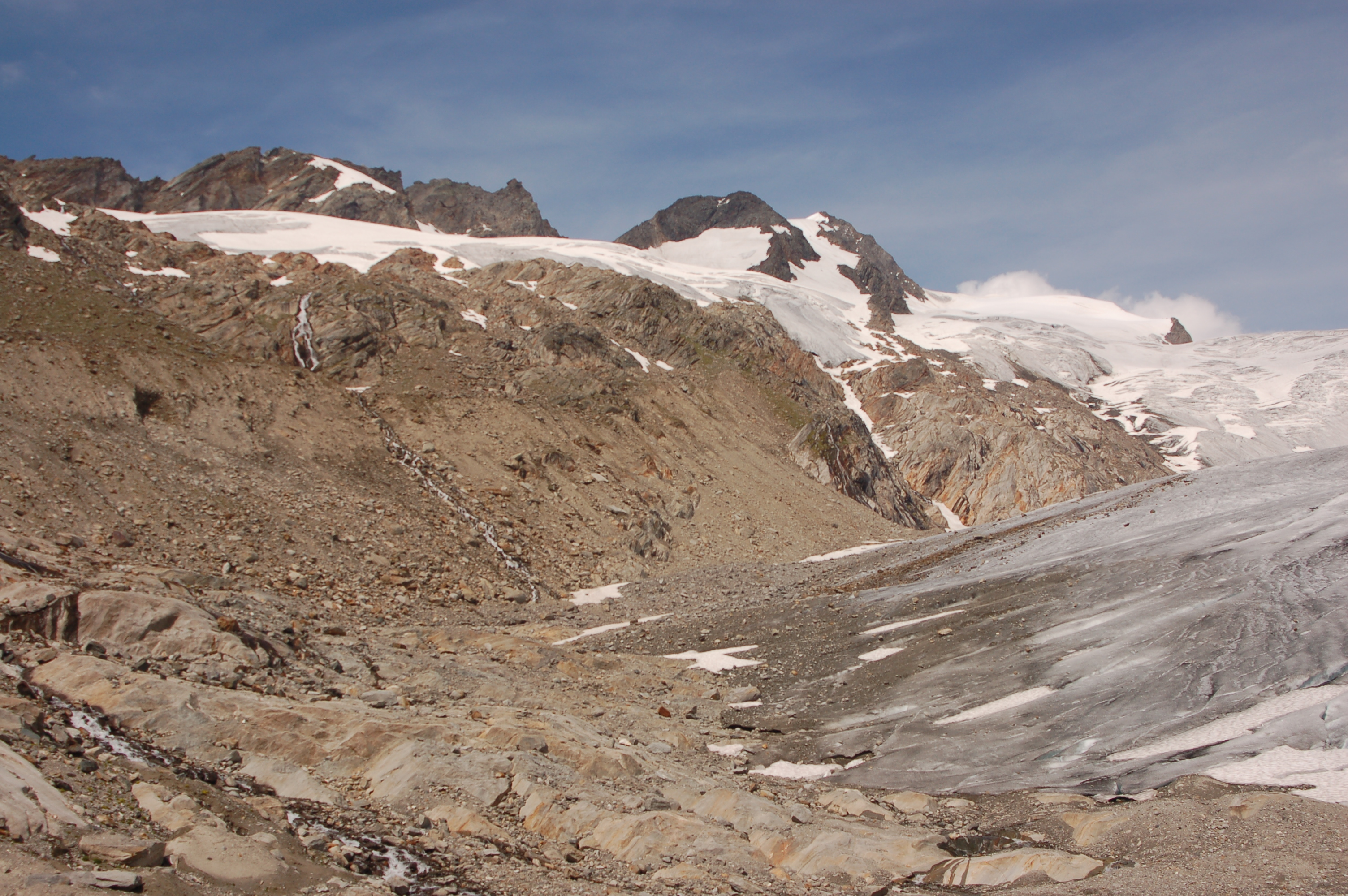
pohled z Hinteres Umbaltal na Althausschneide, Dreiherrnspitze a Umbalköpfl.